# Détecteur à dérive en silicium
Un détecteur à dérive au silicium (en anglais Silicon drift detector ou SDD) est un détecteur de rayons X utilisé en spectrométrie de fluorescence des rayons X (X-ray fluorescence ou XRF et EDS) et en microscopie électronique. Comparées à celles d'autres détecteurs de rayons X, leurs principales caractéristiques sont :
- taux de comptage élevé
- assez bonne résolution en énergie (par exemple 125 eV pour la raie Kα du manganèse)
- refroidissement Peltier

## Principe de fonctionnement
Comme les autres détecteurs de rayons X à l'état solide, les détecteurs à dérive en silicium mesurent l'énergie d'un photon incident par la quantité d'ionisation qu'il produit dans le matériau du détecteur. Cette variation d'ionisation produit une variation de charge, que l'électronique du détecteur mesure pour chaque photon incident. Dans un SDD, ce matériau est du silicium de haute pureté avec un très faible courant de fuite. Cette haute pureté permet l'utilisation d'un refroidissement Peltier au lieu du traditionnel refroidissement à l'azote liquide. Le principal trait distinctif d'un SDD est le champ transversal généré par une série d'électrodes annulaires qui font 'dériver' les porteurs de charge vers une petite électrode collectrice. Le concept de 'dérive' du SDD (qui a été importé de la physique des particules) permet des taux de comptage significativement plus élevés associés à une très faible capacitance du détecteur.
Dans les anciennes conceptions du détecteur, l'électrode de collecte est située au centre avec un FET (transistor à effet de champ) externe qui convertit le courant en tension et qui représente donc le premier étage d'amplification. Les conceptions plus récentes intègrent le FET directement sur la puce, ce qui améliore grandement la résolution en énergie et le taux de comptage. Ceci est dû à la réduction de la capacitance entre l'anode et le FET, qui réduit le bruit électronique.
D'autres conceptions déplacent l'anode et le FET en dehors de la zone de mesure. Cela donne un temps de réponse légèrement plus long, qui entraîne un taux de comptage un peu plus faible (750000 coups per seconde au lieu de 1000000). Cependant, à cause de la taille réduite de l'anode, ceci conduit à une meilleure résolution en énergie (jusqu'à 123 eV pour la raie Kα du manganèse). Combiné avec une électronique de traitement améliorée ou adaptée, il est possible de maintenir la résolution en énergie du détecteur à dérive en silicium jusqu'à 100000 coups par seconde,.